# Radharani Torres Lechuga
Radharani Torres Lechuga (México, 1982), más conocida como Radharani Torres, es una artista contemporánea mexicana, diseñadora y docente que trabaja la pintura, la gráfica, la instalación y el bordado. Ha sido acreedora de becas artísticas nacionales y ha expuesto individual y colectivamente su trabajo tanto en México con en diversos países.

## Trayectoria
Graduada en la Facultad de diseño como Licenciada en Diseño y comunicación visual con especialidad en ilustración en 2005 en la Universidad Nacional Autónoma de México. En 2012 es acreedora a la beca Jóvenes Creadores del Fondo Nacional para la Cultura y las Artes en la que realiza la serie “Súper héroe/ súper villano”. En 2012 recibe dos menciones honoríficas por parte del concurso de pintura de Grupo Reforma con sus piezas tituladas “I feel free" y "Some men are like chocolate". Fue comisionada en 2017 por Laboratorios Bayer para la muestra Expresiones: 120 años de Aspirina en México con una pieza de gran formato que fue expuesta en el Paseo de la Reforma del 5 al 25 de julio del mismo año. También fue seleccionada en 2019 en el Abierto de pintura de Lumen donde presentó un óleo sobre tela titulada “the Performer”. Desde 2018 forma parte del colectivo Habitación Propia integrado por las artistas multidisciplinarias Cynthia Graps, Lizette Abraham, Musga Robles, Gabriela Colmenero, Laura Aranda y Fernanda Reyna. Conjuntamente han organizado tres exposiciones en la Ciudad de México tituladas Ars Goetia (2018), Habitación propia (2019), Mórfosis (2020).

## Obra
Radharani Torres trabaja con la idea de los miedos a conquistar. Su introducción a las artes se da con la serie “Súper héroe / súper villano” en la que hace retratos de su hijo en acuarelas de formato pequeño caracterizándolo como personajes de la cultura pop. Más adelante, con este mismo proyecto, se hace acreedora a la beca Jóvenes Creadores del Fondo Nacional para la Cultura y las Artes en 2012.
Sus temáticas comienzan a diversificarse hacia la introversión y su paleta de color a reducirse, sus nuevos temas son la indagación de su niñez y los miedos que habitaban en ella. Esta reducción cromática la guía hacia la gráfica en tinta china generando la serie Black Water en la que es normal ver a niñas con vestidos victorianos compartiendo espacio con insectos de gran tamaño, mujeres sin cara, autorepresentaciones de su etapa de niña o de mujer a la que le faltan rasgos faciales, su gata Bicha haciendo aparición como un ser totémico, todo girando hacia lo macabro o misterioso. De esto se desprende la serie Totem und Tabu, llamada como el libro de Sigmund Freud. En esta serie, la artista muestra su mitología personal, seres, elementos a los que asigna poder en el universo gráfico en el que suceden las escenas pictóricas. Emplea una multiplicidad de técnicas para desarrollar su obra, como el óleo, bordado, acrílico, tinta china, acuarela y tipografía.

## Estilo
El estilo de Radharani Torres ha sido catalogado como surrealismo Pop, su estética macabra y sus personajes descontextualizados recuerdan la fotografía victoriana del tiempo en que se fotografiaban ectoplasma y escenas sombrías. También tiene gusto por la iconografía medieval otorgando a los Blemios un significado particular en su trabajo artístico.

## Exposiciones individuales
- 2018 - Waves of resistance, Espacio Fidencia, Ciudad de México, México.
- 2018 - Hierática, Casa de Cultura Salamanca, Salamanca, Guanajuato, México.
- 2016 - Tótem und Tabu, El Cerdo de Babel, Saltillo, Coahuila, México.
- 2015 - Girrrl Apocalypse / Dos Historias para sólidos platónicos Galería noox, Huasca de Ocampo, México.
- 2013 - STILLS, El Tercer Espacio, Ciudad de México, México.[15][13][14][16][11]

## Exposiciones colectivas
- 2021 - Ausencia y Memoria, Academia interamericana de derechos humanos, Saltillo, Coahuila, México.
- 2020 - Proyecto Re-Cover, Rey Vinilo Record Pressing, Ciudad de México, México.
- 2020 - Primer Salón independiente de .gif pictórico, virtual, Museo de Arte  Contemporáneo de Hidalgo, México.
- 2020 - Mórfosis, Casa de la Cultura “Emilio Carballido”, Ciudad de México, México.
- 2019 - Moloch en Extinción, Moloch galería taller, Ciudad de México, México.
- 2019 - Abierto de pintura de Lumen edición 2019, Museo de la cancillería, Ciudad de México, México.
- 2019 - A million Zeros, a 21 st century archetype, B(x) space, Brooklyn, Nueva York, Estados Unidos de América.
- 2019 - Habitación Propia, Pandeo, Ciudad de México, México.
- 2018 - Ars Goethia, Ciudad de México, México.
- 2018 - Moloch en Tandem, Moloch estudio, Ciudad de México, México.
- 2017 - 120 años de aspirina en México, Ciudad de México, México.
- 2017 - Visiones de Ultramar, Barcelona, España.
- 2015 - El Fin del Poder, Galería Noox, Ciudad de México, México.
- 2015 - Depositario, Galería Noox, Ciudad de México, México.
- 2014 - Eclosión, Galería Noox, Ciudad de México, México.
- 2014 - Pintura siglo XXI, restaurante Pepito Moreno Polanco, Ciudad de México, México.
- 2014 - FONCA, XXV Aniversario, Biblioteca México, Ciudad de México, México.
- 2013 - Muchas Estacas En El Lodo, Distrito Global 100th Room Talent, Ciudad de México, México.
- 2013 - Belleza, Casa Helena, Ciudad de México, México.
- 2012 - Arte para Zorras, DadaX, Ciudad de México, México.
- 2012 - Creación en movimiento, FONCA, Querétaro, México.
- 2012 - Mexique Peinture Contemporaine, París, Francia.
- 2012 - Mexique Peinture Contemporaine, Poliforum Siqueiros, Ciudad de México, México.
- 2011 - Refill, Casa de la cultura Juan Rulfo, Ciudad de México, México.
- 2011 - Exposición Re-Cover, Casa de Lago, Ciudad de México, México.
- 2011 - Anatomía Artística, Academia de San Carlos, Ciudad de México, México.
- 2010 - Acumulaciones impertinentes, Mujam-Collect Art 04, Ciudad de México, México.[17][18][19][20][6][5][21][4][22][23][24][25][26]